# Galina Kojévnikova
Galina Vladímirovna Kojévnikova (en rus: Гали́на Влади́мировна Коже́вникова) (Kazan, 16 de març de 1974 - Moscou, 5 de març de 2011) va ser una periodista i activista en defensa dels drets humans russa. També va ser directora adjunta del Centre SOVA, una organització no governamental russa en pro dels drets humans. Va ser coneguda a Rússia per ser una gran experta en el nacionalisme, investigant la xenofòbia i l'odi ètnic.

## Trajectòria
El 1997 es va llicenciar a l'Institut d'Història i Arxivística de la Universitat Estatal Russa d'Humanitats, on també va continuar els estudis al departament acadèmic d'història de les institucions governamentals i organitzacions públiques.
El 1995 va començar a treballar al Centre d'Informació i Recerca "Panorama", investigant temes relacionats amb les activitats de les autoritats executives federals i les autoritats estatals de Rússia. Quan, l'any 2002, amb l'ajuda del Panorama i el Grup Moscou Hèlsinki, es va crear el Centre SOVA, una organització no governamental que investigava la xenofòbia i l'odi ètnic, va continuar treballant-hi com a investigadora en cap. Mentre investigava l'odi ètnic al Centre SOVA, sovint rebia amenaces, tasca que va seguir realitzant fins a la seva mort.
El 5 de març de 2011, quan tenia 36 anys, va morir després de patir una llarga i greu malaltia de càncer. Els seus companys, expressant simpaties per la seva mort prematura, van dir sobre ell que era una investigadora valenta del nacionalisme i l'odi ètnic a Rússia. Tània Lokxina, companya de Human Rights Watch, va dir d'ella que era la millor investigadora de la xenofòbia a Rússia perquè «tenia una ment completament enciclopèdica. Sabia més sobre aquest tema que ningú».

## Publicacions
- Radical Nationalism in Russia in 2008, and Efforts to Counteract It[4]